# 烏龜怪方蟹
烏龜怪方蟹（學名：Xenograpsus testudinatus）是十足目短尾下目（螃蟹）怪方蟹科怪方蟹屬三個物種之一。
烏龜怪方蟹是一種生活在海底火山高溫溫泉週邊的特有生物，個體間不具有領域防禦行為，棲息在硫磺礦的縫隙間，或是高溫水「旁」的正常水溫中，常因此被誤認為具有耐高溫特性，實是嚴重誤解。以被海底高熱噴泉燙死的浮游生物為食。

## 生物學
本種過去以為是依賴硫化菌的化能合成取得營養，但在鄭明修等人的研究後發現本種為食腐動物，會撿拾受到熱泉高溫殺死的有機體。

## 外部連結
- 维基共享资源上的相關多媒體資源：烏龜怪方蟹